# Aszczyoziek (stacja kolejowa)
Aszczyoziek (ros. Ащыозек) – stacja kolejowa w miejscowości Aszczyoziek, w obwodzie karagandyjskim, w Kazachstanie. Położona jest na linii Mojynty – Aktogaj, na trasie Nowego Jedwabnego Szlaku.